# Euceros coxalis
Euceros coxalis là một loài tò vò trong họ Ichneumonidae.